# NGC 4404
NGC 4404 ist eine elliptische Galaxie vom Hubble-Typ E-S0 im Sternbild Jungfrau. Sie ist schätzungsweise 244 Millionen Lichtjahre von der Milchstraße entfernt.
Das Objekt wurde am 20. März 1789 von dem deutsch-britischen Astronomen Wilhelm Herschel entdeckt.